# Mario Caterino
Mario Caterino, soprannominato 'a botta (Casal di Principe, 14 giugno 1957), è un mafioso italiano, componente e boss del Clan dei Casalesi appartenente alla Camorra.
Ricercato dalle autorità dal 2005, ha fatto parte dell'elenco dei latitanti più pericolosi d'Italia. È stato arrestato il 2 maggio 2011 a Casal di Principe. Attualmente sta scontando l'ergastolo per omicidio e associazione di tipo mafioso.

## Curiosità
- Il suo soprannome si dice derivi da una certa esplosività dei suoi comportamenti nel campo estorsivo[8].